# Eugen Wachberger
Eugen Wachberger (* 17. Oktober 1904 in Linz; † 13. Mai 1971 in Wien) war ein österreichischer Architekt, Designer und Hochschullehrer.

## Leben und Wirken
Wachberger absolvierte eine Tischlerlehre, bevor er von 1922 bis 1925 bei Carl Witzmann an der Kunstgewerbeschule Wien studierte. Von 1925 bis 1930 war er als selbständiger Architekt in Linz tätig und fungierte von 1929 als Chefarchitekt der Ausstellung Wohnung und Siedlung in Linz. Von 1931 bis 1934 studierte er in der Meisterschule Clemens Holzmeister an der Akademie der bildenden Künste Wien. Studienreisen führten ihn nach Frankreich, Italien, Griechenland, Dänemark, Schweden und weitere Länder.
Von 1931 bis 1963 war er freier Architekt in Wien und Linz. Mit Erich Boltenstern verband ihn eine langjährige Zusammenarbeit insbesondere bei Projekten der Österreichischen Nationalbank. Seine Assistenz bei Clemens Holzmeister an der Akademie der bildenden Künste 1937/38 und 1946 bis 1963 führte schließlich 1957 zur Ernennung als a.o. Professor. Von 1961 bis 1963 übernahm er interimistisch die Meisterschule von Clemens Holzmeister nach dessen Emeritierung, danach war er Assistent von Ernst Plischke. Die Tätigkeit für die Akademie der bildenden Künste wurde 1938 durch seine Enthebung unterbrochen. Er kehrte 1946 ebenso wie Erich Boltenstern (1945) und Clemens Holzmeister (1950) wieder dorthin zurück.
Er wurde am Neustifter Friedhof bestattet.
Wachberger war ab 1928 Mitglied des Österreichischen Werkbundes, ab 1929 der CIAM, ab 1946 CIAM Österreich und ab 1931 der Zentralvereinigung der Architekten Österreichs (1966 Vizepräsident). Er war Mitglied der Künstlervereinigung MAERZ.

## Werke (Auswahl)
Wachberger gilt als Vertreter der gemäßigten Moderne der Zwischenkriegszeit.
- Österreichische Nationalbank, Linz
- Siedlung Kaplanhofviertel, Linz
- DDSG Anlegestelle, Linz[4][5]

## Auszeichnungen
- Preis der Akademie der bildenden Künste Wien, 1934
- Architekturpreis der Stadt Wien, 1967[6]
- Österreichisches Ehrenkreuz für Wissenschaft und Kunst